# 0 A.D. (computerspel)
0 A.D. is een opensource-multiplatform-real-time strategy-spel dat ontwikkeld wordt door Wildfire Games. Het is een historisch oorlog- en economiespel dat zich afspeelt tussen 500 v.C. en 500 n.C. Het spel is multiplatform, speelbaar op Windows, Mac en GNU/Linux. Het spel is helemaal gratis en open source onder GPL voor de game-engine en CC BY-SA voor de grafische bestanden. Daarbij worden de ontwikkelaars niet betaald voor hun bijdrage aan het spel. Het spel is al in ontwikkeling sinds 2000, maar het werk begon pas in 2003. Er is nog geen officiële datum voor de uitgave van het afgewerkte spel.

## Gameplay

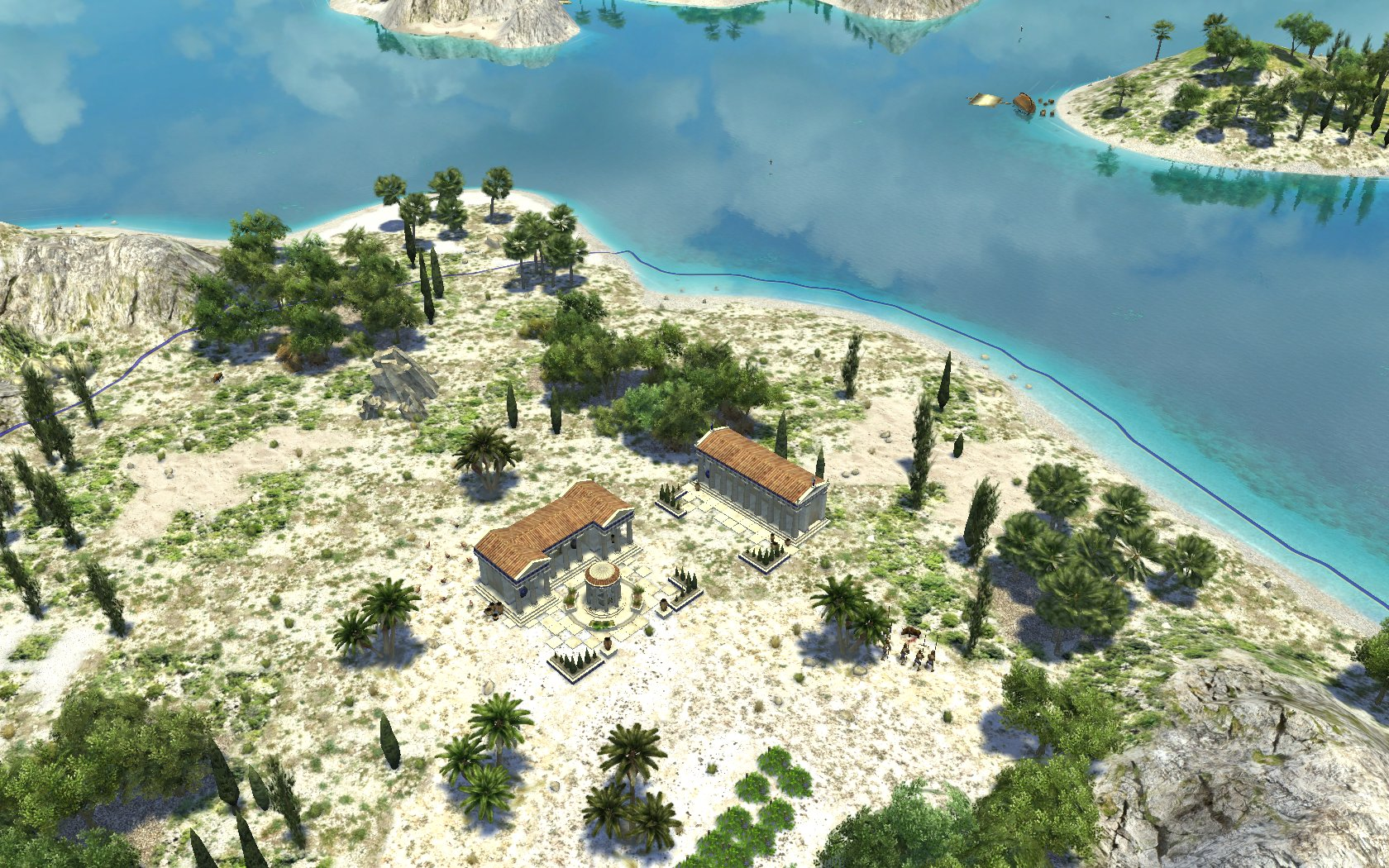
Screenshot van de kaart 'Cycladic Archipelago'

0 A.D. bevat real-time strategy-elementen waaronder het opbouwen van een basis, het rekruteren van eenheden, strategische gevechten en onderzoek. Het spel draait voornamelijk rond het opbouwen van een economie en het overwinnen van vijandelijke spelers. De ontwerpers van het spel proberen in het spel zo veel mogelijk trouw te blijven aan de historische kenmerken van de beschavingen die aan bod komen, maar zonder de gameplay daar onder te laten lijden.

## Beschavingen

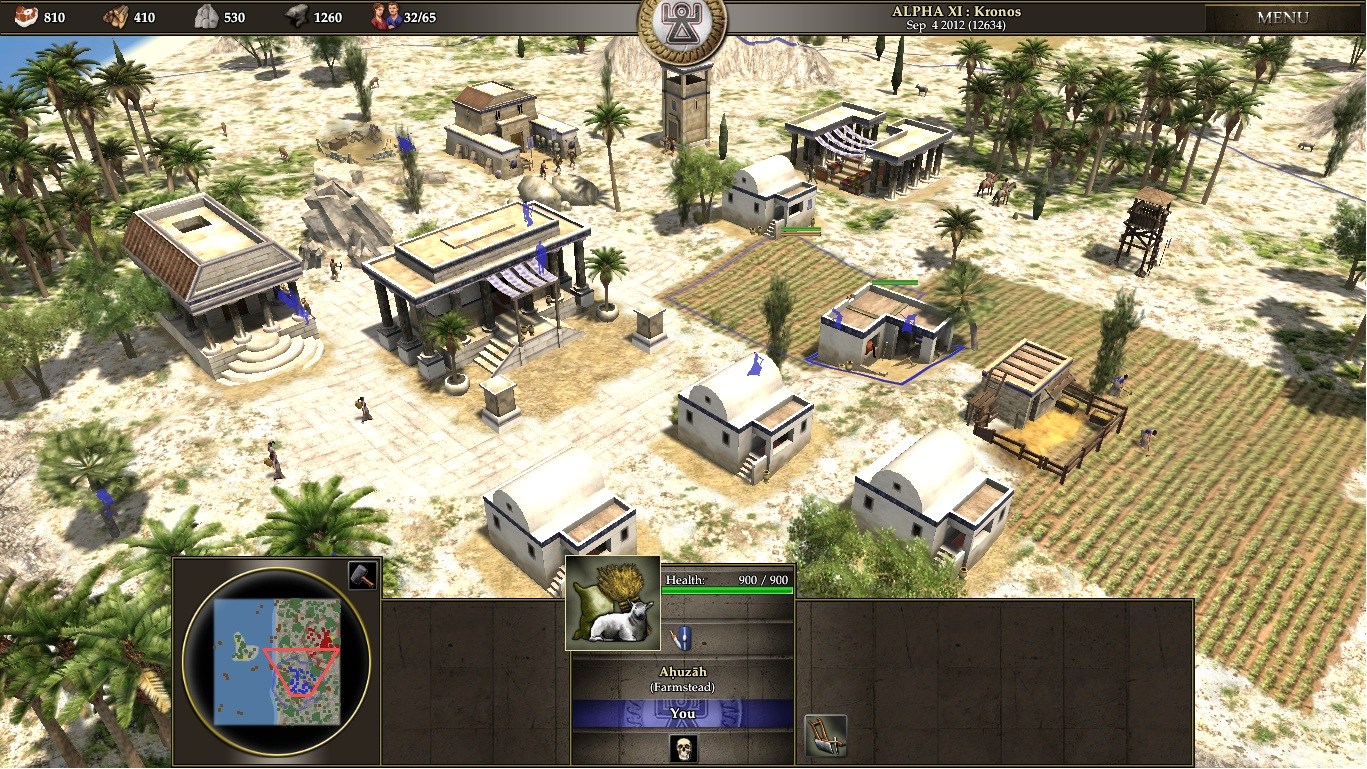
Screenshot van een Carthaagse stad.

0 A.D. zal de speler laten kiezen tussen een groeiend aantal verschillende beschavingen uit de oudheid bij het starten van een nieuw spel.
- De Carthagers hebben de beste schepen en de beste handelaars van het spel. Ze hebben eenheden zoals olifanten en de Heilige Schare.
- De Keltische volkeren zijn goed in lijf-aan-lijf-gevechten. Ze hebben weinig schepen en belegeringstuigen. Ze bouwen voornamelijk houten gebouwen die snel en goedkoop geplaatst kunnen worden, maar die ook minder stevig zijn dan hun stenen equivalenten.
  - De Britten hebben gevechtshonden en strijdwagens en kunnen crannogs bouwen.
  - De Galliërs kunnen de eerste ronddraaiende graanmolen bouwen en de zwaarste infanterie en cavalerie van de Kelten maken.
- De Grieken hebben sterke gebouwen en schepen, goedkopere technologieën en de falanxformatie die hun hoplieten bijna onsterfelijk maakt wanneer ze langs voren worden aangevallen.
  - De Atheners bezitten een sterke cultuur die naar voren wordt gebracht door hun unieke gebouwen zoals het theatron en het gymnasium. Zij hebben ook de sterkste scheepsmacht van de Griekse volkeren.
  - De Spartanen hebben een minder uitgebreide keuze aan militaire eenheden dan de andere Griekse volkeren, maar hun infanterie is dodelijk.
  - De Macedoniërs hebben een zeer uitgebreide en evenwichtige legermacht met de unieke syntagmaformatie voor de infanterie. Ze hebben belegeringstorens, gigantische, beweegbare houten tuigen waar grote hoeveelheden aan voetvolk in kunnen schuilen.
- De Iberiërs hebben het snelste voetvolk van het spel en hun boogschutters kunnen vuurpijlen afschieten.
- De Mauriërs zijn aanwezig in het spel sinds Alfa 13. Ze maken uitstekend gebruik van hun olifanten voor zowel economische (verzamelen van grondstoffen en bouwen van gebouwen) als militaire doeleinden. Ze hebben geen sterke cavalerie, maar hun boogschutters behoren tot de beste.
- De Perzen zijn de meest kosmopolitische beschaving in het spel. Ze kunnen via hun ambassades eenheden van allerlei andere beschavingen rekruteren als huurlingen. Hun infanterie is zwak, maar kan in grote aantallen veel schade aanrichten. Ze hebben de beste, maar ook duurste, cavalerie. Hun gebouwen zijn ook de stevigste in het spel.
- De Romeinen hebben de sterkste zwaardvechters (de Hastatus) en bouwen de krachtigste belegeringstuigen. Andere voordelen zijn hun aanvalsmuren die ze in neutraal en zelfs vijandelijk gebied kunnen plaatsen.

## Geschiedenis
0 A.D. begon als een mod voor Age of Empires II: The Age of Kings in juni 2001. Maar vanwege het gebrek aan aanpasbaarheid besloot het team een eigen zelfstandig spel te ontwikkelen.
In november 2008 bevestigden de ontwikkelaars dat het niet lang meer zou duren alvorens hun project werd uitgegeven. Op 10 juli 2009 gaf Wildfire Games hun code voor 0 A.D. uit onder de GPL 2 en maakten ze de kunst-inhoud beschikbaar onder CC BY-SA.
Er werkten ongeveer vijftien mensen aan 0 A.D. rond 23 maart 2010, maar sinds de ontwikkeling van het spel startte hebben meer dan 100 mensen bijdragen gedaan aan het spel.

### Versies
| Versie   | Versie | Naam          | Uitgavedatum      | Eigenschappen |
| -------- | ------ | ------------- | ----------------- | --- |
| Pre-alfa | 1      |               | 2 april 2010      | Snapshot voor ontwikkelaars met broncode, middelen en een gecompileerde versie van het project. |
| Pre-alfa | 2      |               | 12 juni 2010      | Nieuw bewegingssysteem voor eenheden (pathfinding en obstakels ontwijken); training wachtrijen in gebouwen en eenheden op de minikaart. |
| Pre-alfa | 3      |               | 11 juli 2010      | Multiplayersupport, nieuwe GUI, betere pathfinding: terrein doorlaatbaarheid en terrein bewegingskosten, drijvende eenheden. |
| Alfa     | 1      | Argonaut      | 16 augustus 2010  | Nieuwe kaarten, gaia-AI, nieuwe eenheden-AI, multiplayerchat. |
| Alfa     | 2      | Bellorophon   | 20 oktober 2010   | Fog of war, groepsbewegingen, basis-formaties, overwinningsvoorwaarden, verbeterde pathfinder, betere GUI, nieuw bioom (savanna), nieuwe modellen voor de Keltische gebouwen, nieuwe kaarten. |
| Alfa     | 3      | Cerberus      | 11 december 2010  | Grondstof pendelen, ronde kaarten, eenheden kunnen in gebouwen schuilen, betere pathfinding, nieuwe Griekse en Keltische schepen, Griekse gebouwen, nieuw spelsetupscherm, herontworpen laadscherm en samenvattingsscherm, nieuwe kaarten.                                                                 |
| Alfa     | 4      | Daedalus      | 12 maart 2011     | Een prototype AI-tegenstander, verbeterde fog of war rendering, toevoeging van een automatisch opt-in-feedbacksysteem, nieuwe schepen, belegeringstuigen, bruggen en geluidseffecten. |
| Alfa     | 5      | Edetania      | 20 mei 2011       | Nieuwe beschaving: de Iberiërs, betere AI: JuBot, random map scripting, eenheden kunnen gepromoveerd worden, verbeterde formaties, particles: vuur, rook, stofwolken, twinkelingen rond erts en vallende bladeren, silhouetten van eenheden, een nieuwe kaart, geluidseffecten en muziek.                  |
| Alfa     | 6      | Fortuna       | 10 juli 2011      | Standen voor eenheden: Violent, Aggressive, Defensive, Stand ground en Avoid, nieuwe grondpatronen, geluidseffecten, kaarten, eenheden en gebouwen, verbetering van het interface van de mapeditor, een eerste vliegende eenheid (P-51 Mustang).                                                           |
| Alfa     | 7      | Geronium      | 17 september 2011 | Een nieuwe beschaving: de Carthagers, een nieuw dynamisch grondgebiedontwerp, nieuw menuontwerp, nieuwe muziek en kaarten. |
| Alfa     | 8      | Haxāmaniš     | 23 december 2011  | Een nieuwe beschaving: de Perzen, handelssysteem, opslagen en laden van spelen, multiplayer-reconnectionsupport, verbeterde AI en nieuwe muziek. |
| Alfa     | 9      | Ides of March | 15 maart 2012     | Een nieuwe beschaving: de Romeinen, handelssysteem, nieuw gevechtssysteem, verbeterde AI, nieuwe random maps en nieuwe animaties. |
| Alfa     | 10     | Jhelum        | 16 mei 2012       | De Grieken zijn opgesplitst in drie nieuwe beschavingen: de Atheners, de Macedoniërs en de Spartanen, onderzoekbare technologieën, click-and-drag-muren, genezing, spiegelende effecten en nieuwe grafische instellingen.                                                                                  |
| Alfa     | 11     | Kronos        | 7 september 2012  | De Kelten zijn opgesplitst in twee nieuwe beschavingen: de Britten en de Galliërs, nieuwe AI-speler: Aegis Bot, poorten, nieuw geluidssysteem, gedeelde LOS onder bondgenoten, nieuwe grafische verbeteringen: ambient occlusionm normal mapping, parallax-mapping, speculariteit en terreinverbeteringen. |
| Alfa     | 12     | Loucetios     | 16 december 2012  | Diplomatie, Packing Siege Engines, Formation Order Queueing, helden, Slaughter Attack, Unit Training Hotkeys, nieuwe koppelsetupopties, vijf nieuwe willekeurige maps. |
| Alfa     | 13     | Magadha       | 2 april 2013      | Mauryan Indian civilisatie, betere AI, nieuwe instelbaarheid moeilijkheidsgraad, grafische verbeteringen, nieuwe muziek. |
| Alfa     | 14     | Naukratis     | 4 september 2013  | Nieuwe gebouwencategorie: smederijen, onuitputtelijke landbouwvelden, verbeterde wapenuitrustingstatistieken (met decimale gezondheidspunten), gedeelde winst voor handelaars, hoogtevoordeel voor boogschutters en speerwerpers.                                                                          |
| Alfa     | 15     | Osiris        | 24 december 2013  | Nieuwe multi-playerlobby, veranderingen aan eenheden, introductie van Ptolemaeïsche Egyptenaren, schermutseling-maps, updates aan de gebruikersinterface, grafische verbeteringen. |
| Alfa     | 16     | Patañjali     | 17 mei 2014       | Ondersteuning voor 13 verschillende talen, verbeterde AI, een nieuwe GUI en veel (onmerkbare) verbeteringen. Daarnaast zijn er nieuwe art assets en wordt er een nieuwe muziektrack meegeleverd. Intern werd de JavaScript-engine SpiderMonkey bijgewerkt.                                                 |
| Alfa     | 17     | Quercus       | 12 oktober 2014   | Verbeterd evenwicht gedurende gevechten. Ondersteuning in de AI voor eilanden en het transport er naar toe. In de mulitplayer lobby zijn nu profielen aan te leggen. |
| Alfa     | 18     | Rhododactylos | 13 maart 2015     | Verbeterde perfomance, een technologieoverzicht in boomstructuur in het spel en een nieuwe speelkaart ('Nomad'). |
| Alfa     | 19     | Syllepsis     | 26 november 2015  | Bouw- en belegeringslogica verbeterd, verbetering in het vinden van routes (pathfinding), mogelijkheid om visueel terug te kijken |
| Alfa     | 20     | Timosthenes   | 31 maart 2016     | 10 nieuwe speelkaarten, een filmachtige opnamemogelijkheid van het spelverloop, en het delen van grondstoffen-punten met medestanders |
| Alfa     | 21     | Ulysses       | 8 november 2016   | Nieuwe spelmodes, nieuwe speelkaarten, introductie van de eindbeschaving ('The Seleucid Empire'). |
| Alfa     | 22     | Venustas      | 27 juli 2017      | Vele grafische verbeteringen, nieuwe muziektracks. 12 Nieuwe spelkaarten. |
| Alfa     | 23     | Ken Wood      | 18 mei 2018       | Nieuwe beschaving: Kushites. Mods-downloader. 7 nieuwe Random spelkaarten. Verbeterde AI-speler. Trailer video. |
| Alfa     | 24     | Xšayāršā      | 20 februari 2021  | Herbalanceren van units en gebouwen, 'snapping' bij het bouwen, support voor anti-aliasing, uitbreiding van formatie mogelijkheden, verbeterde grafische uitwerking van vele untis |

## Ontvangst
0 A.D. was genomineerd als een van de Top 100 Beste Mods en Indies van 2008 door Mod DB.
Ook in 2009, geraakte 0 A.D. in de Top 100 Beste Mods en Indies en won ook de derde plaats voor de 'Player's Choice of Upcoming Indie Game of the Year'.
In 2010 ontving 0 A.D. een eervolle vermelding voor de 'Player's Choice of Upcoming Indie Game of the Year'.
In 2011 was 0 A.D. in de Top 100 Beste Indies van het jaar.
0 A.D. is over het algemeen goed ontvangen. Het is door fans uitgekozen als het SourceForge project van de maand juni 2012